# 緒方雅史 (お笑い芸人)
緒方 雅史（おがた まさし、1974年3月1日 - ）は、日本のお笑い芸人。大阪府和泉市出身。松竹芸能所属。A型。

## 略歴・人物
- 養成所に居た頃、別の相方と「ますだおがた」というコンビを組んでいたが、同じ松竹芸能所属の「ますだおかだ」と紛らわしかったため「doop」に改名するも、程なくして解散。
- 1996年、石野敦士とコンビ「Over Drive」を結成。主なレギュラー番組には『ワンダフル』があった。『爆笑オンエアバトル』には初期から出演し、第1回・第2回チャンピオン大会へ出場した。
- 2007年4月にOver Drive解散。その後は「Over Drive緒方」という芸名で活動するが、2009年9月に『サキよみ ジャンBANG!』番組内で南明奈の命名により「オキャディー」と改名したが、2014年3月に番組が終了した現在は本名の緒方雅史に戻っている。
- よゐこの濱口優を隊長とする松竹映画部（活動は映画を見に行くこと）に所属しており数十もの作品を見に行っている。
- カウボーイ姿でのオガイヤハーネタがある。
- 元・ダブルダッチの西井は工業高校の後輩である [1]。
- 2010年2月1日放送の『玉川美沙 たまなび』にて、結婚したことを報告した。
- 2011年より元「ダブルダッチ」の西井とのコンビ「いずみ」として活動していた。コンビ名は出身高校の和泉工業高校に由来。[2]
- 2011年放送のモキュメンタリードラマ『私のホストちゃん〜しちにんのホスト〜』にて伝説のホスト「甘王」を演じ、放送終了後も何度か後継番組が製作された。

## 出演
- 玉川美沙 たまなび（文化放送）
- イツザイS（テレビ東京）
- サキよみ ジャンBANG!（テレビ東京） - ブック船長の声
- よゐこのKIDSぱらだいす!（キッズステーション）
- エンタの神様（日本テレビ） - キャッチコピーは「Mr.何でも乱キング」（緒方雅史として出演）
- エンタの天使（日本テレビ） - キャッチコピーは「予測不能のランキング」（緒方雅史として出演）
- 私のホストちゃん〜しちにんのホスト〜（テレビ朝日） - 甘王役
- ガールズトーク〜十人のシスターたち〜（テレビ朝日） - 甘王役
- 甘王の共感スクール（テレビ朝日） - 甘王役
- 昼のセント酒 第八湯 銀座 金春湯からのシロ・カシラ(タレ) (2016年5月29日 テレビ東京)  -銭湯客 役

### CM
- Ameba「ガールフレンド（仮）」（2013年）